# L'Érection de la croix (Rubens)
L'Élévation de la croix est un triptyque peint par l'artiste flamand Pierre Paul Rubens vers 1610-1611. Rubens a réalisé cette œuvre après avoir quitté l'Italie pour revenir en Flandre (Belgique).
Ce tableau illustre clairement l'influence sur Rubens des artistes de la Renaissance italienne et du baroque tels que Le Caravage, Le Titien et Michel-Ange. Mais cette œuvre donne surtout à Rubens le statut de véritable maître de la peinture flamande de son époque. En outre, le triptyque annonce aussi l'avènement de la période baroque.
La composition de Rubens est scindée en trois parties bien distinctes. À gauche sont représentés un groupe de saintes femmes ainsi que Marie Madeleine renversée en arrière, comme écrasée par la croix et tenant un enfant dans les bras. Au-dessus se trouvent saint Jean et la Vierge. Le panneau de droite laisse entrevoir l’armée romaine avec un officier à sa tête. Enfin, le panneau central révèle la tension entre la multitude d'hommes musclés essayant de soulever la croix et le poids apparemment insupportable du Christ sur la croix.
Ce tableau se trouve aujourd'hui dans la Cathédrale Notre-Dame à Anvers en Belgique, au côté d'autres œuvres de Rubens. Sous le règne de Napoléon Ier, l'empereur emmena l'œuvre à Paris, avec un autre tableau, La Descente de Croix, et ce n'est qu'en 1815 que les deux peintures de Rubens revinrent à Anvers.